# Kostel Všech svatých (Heřmánkovice)
Kostel Všech svatých je římskokatolický kostel v Heřmánkovicích. Patří do broumovské skupiny barokních kostelů. Spolu s celým areálem, zahrnujícím též hřbitov, starou márnici a ohradní zdi, je chráněn jako národní kulturní památka.

## Historie

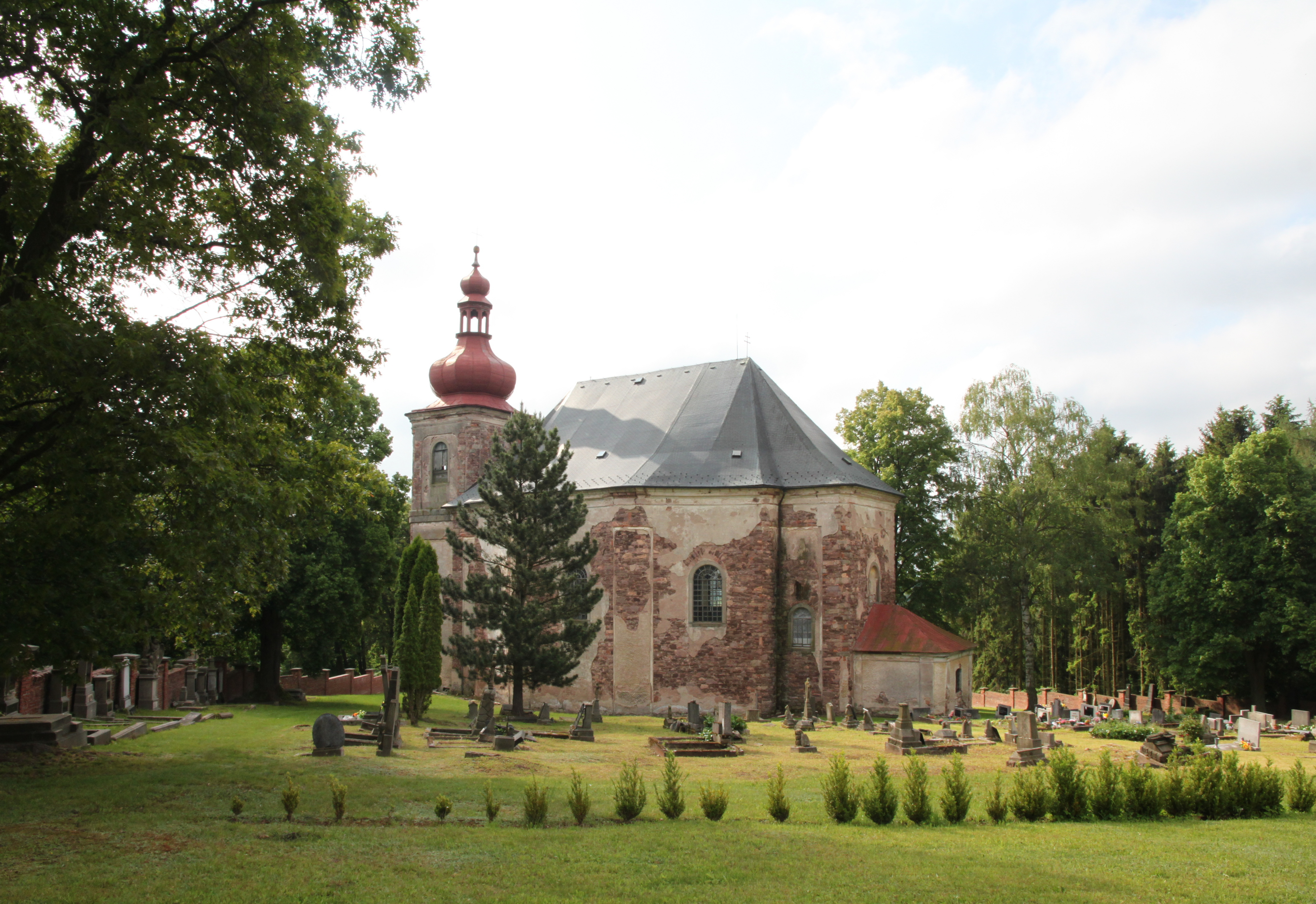
Část hřbitova se starými hroby na snímku z roku 2018

Původní kostelík stával zhruba na stejném místě v roce 1353. V 16. století zanikl a v 17. století byl nahrazen dřevěným barokním kostelem. Projekt současného kostela vypracoval pravděpodobně v roce 1720 Kryštof Dientzenhofer a v letech 1722–1726 stavbu kostela provedl jeho syn Kilián Ignác Dientzenhofer. Stavbu kostela inicioval broumovský opat Otmar Daniel Zinke.

## Architektura
Kostel je umístěn na vyvýšenině uprostřed obce. Půdorys je ve tvaru silně protáhlého osmiúhelníka, který je na jedné straně prodloužen o presbytář a sakristii a na druhé straně o vestibul a věž.
Stavba je jednolodní, s obíhajícím kaplovým ochozem. Na kruchtu navazující věž je hranolová se zaoblenými rohy.

## Bohoslužby
Bohoslužby se konají třetí neděli v měsíci v 8.30.

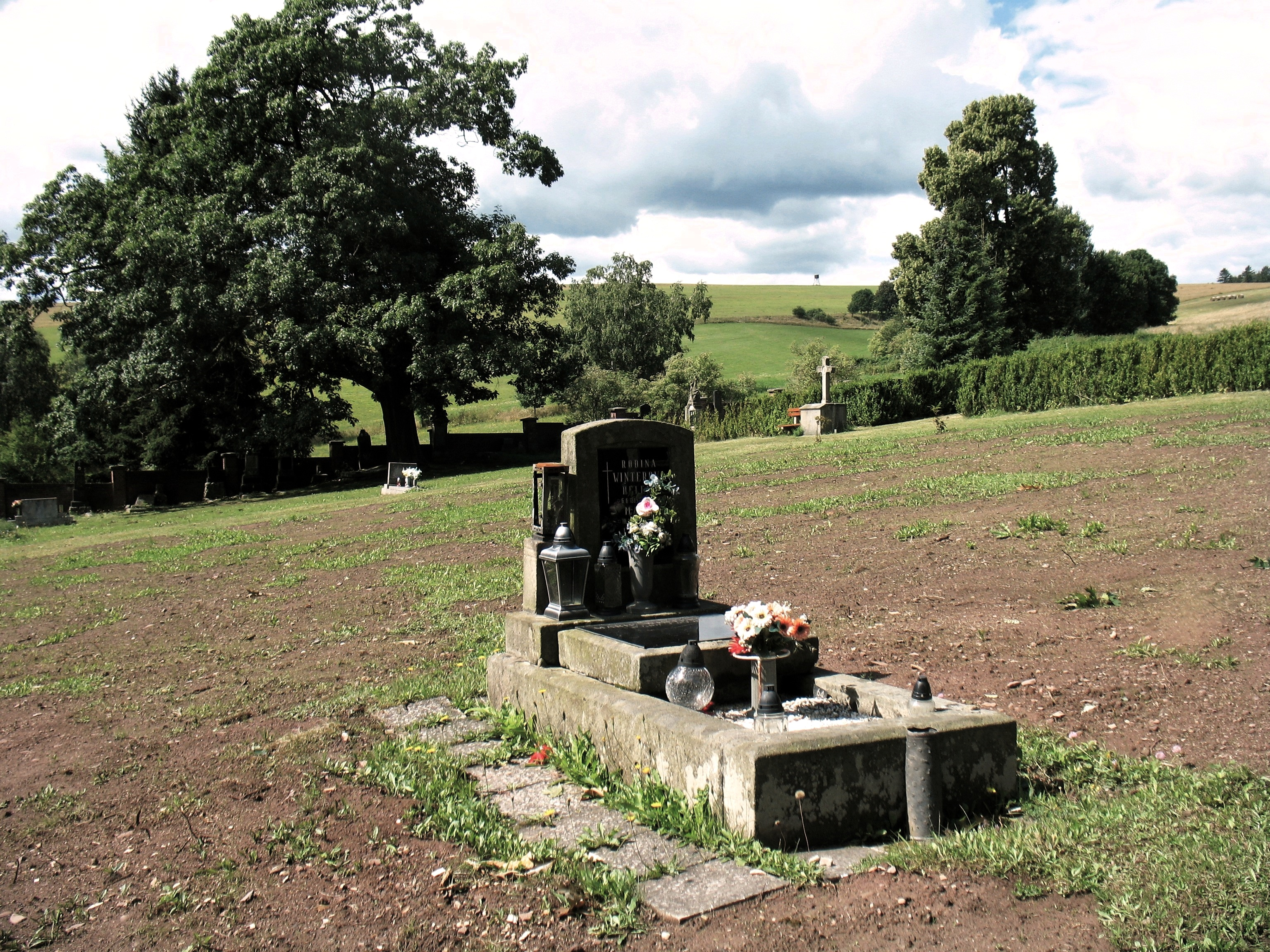
Uprostřed prázdné plochy hřbitova zůstal koncem července 2023 pouze jeden hrob české rodiny

## Hřbitov
Památkově chráněný je také celý pozemek p.č. 820, na kterém se rozkládá hřbitov.
V červenci 2023 z něj bylo přes padesát hrobů německých starousedlíků z rozhodnutí vedení obce odstraněno. Před druhou světovou válkou v Heřmánkovicích žilo na 1500 Němců a jen 39 Čechů. Po válce bylo původní německé obyvatelstvo odsunuto.
Starostka obce likvidaci části hřbitova hájila tím, že cílem této akce bylo pouze danou plochu upravit. Údajná úprava však byla provedena pomocí bagru, na zničené ploše hřbitova zůstaly úlomky náhrobků a náhrobních desek, kameny z hrobů byly odvezeny do 12 kilometrů vzdáleného Božanova, kde byly složeny na hromadu. Zničení části heřmánkovického hřbitova odsoudili zástupci Úřadu vlády ČR i krajanských spolků.

## Galerie

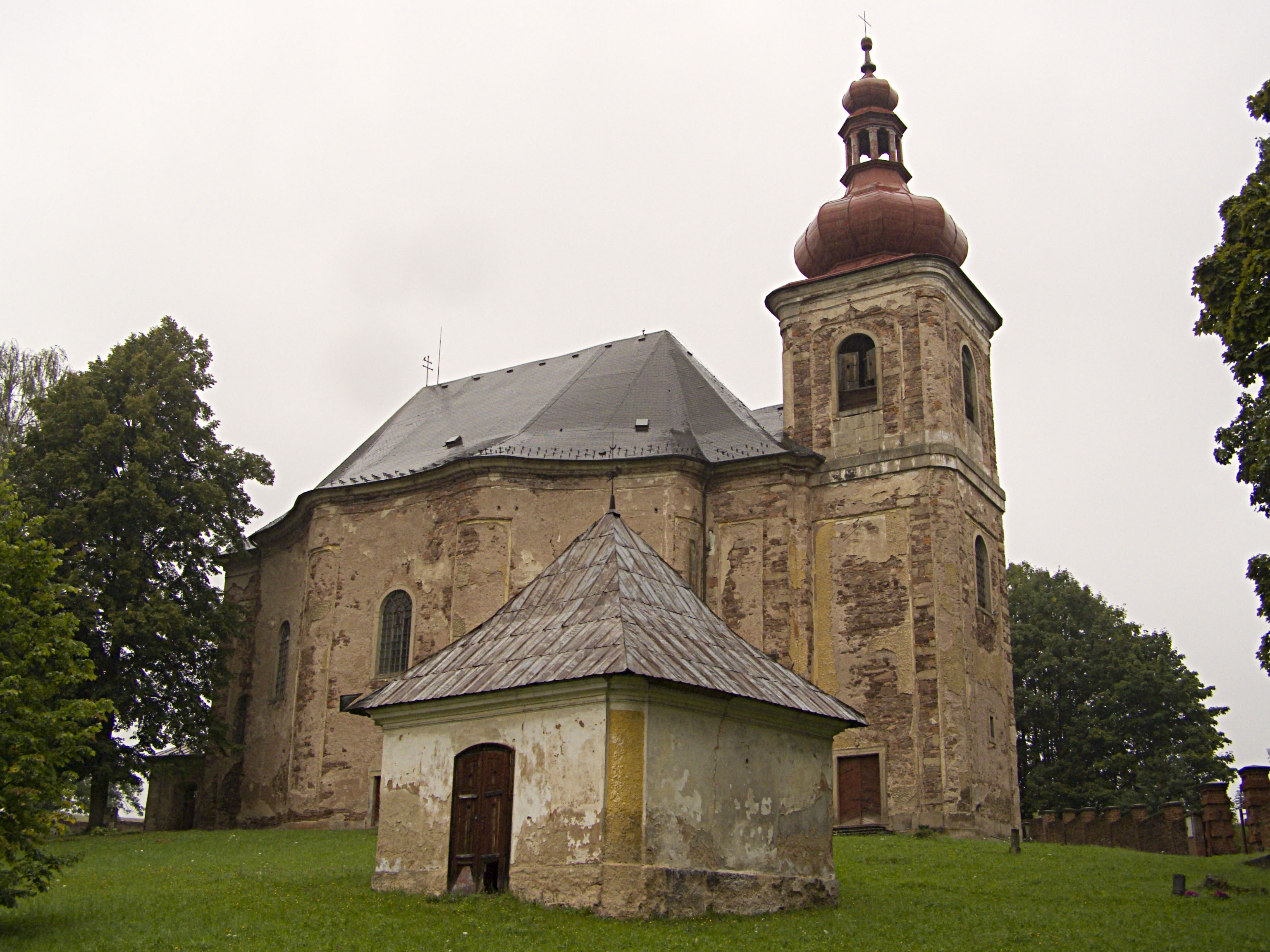
Kostel v roce 2008
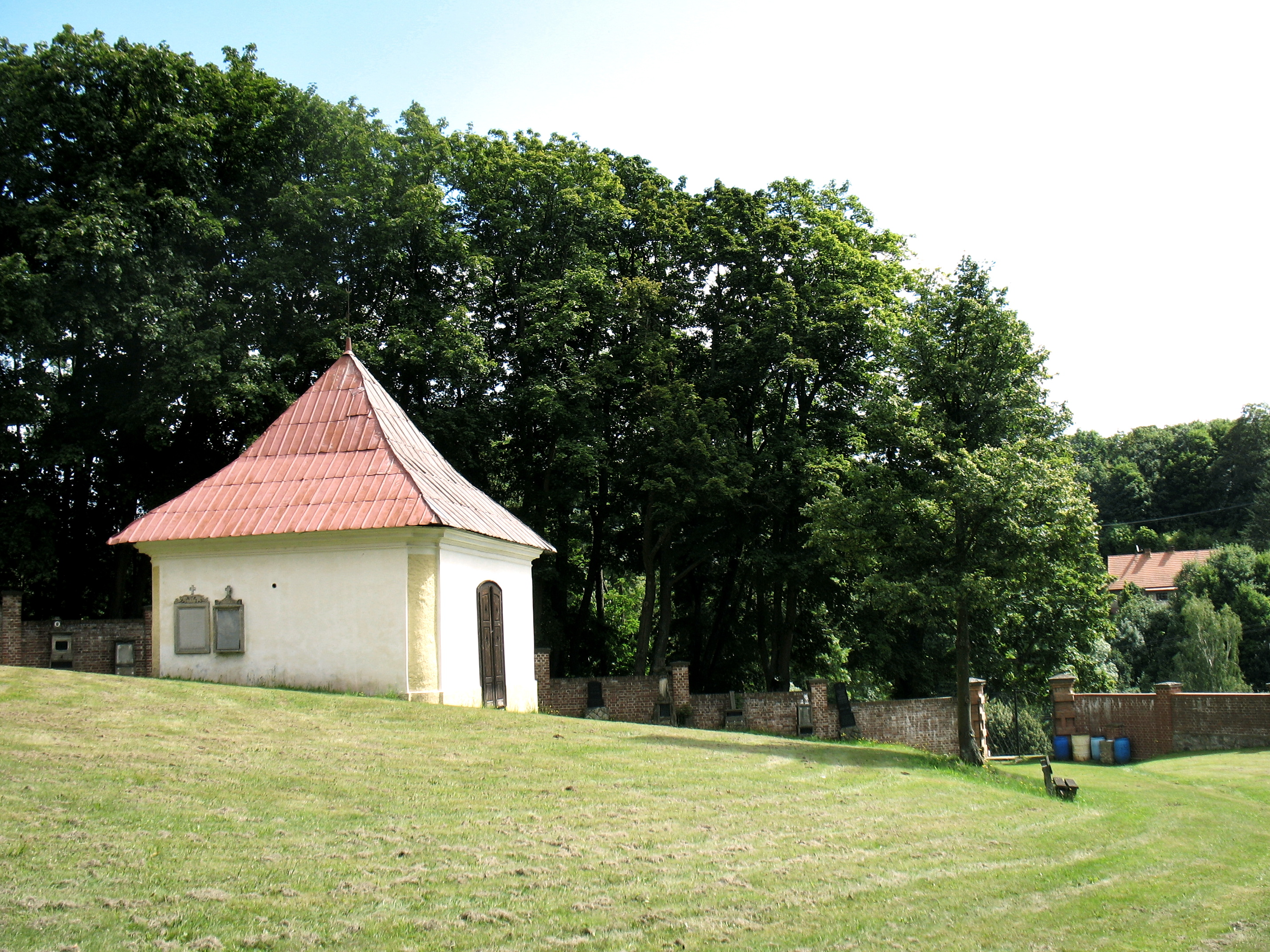
Márnice v areálu hřbitova
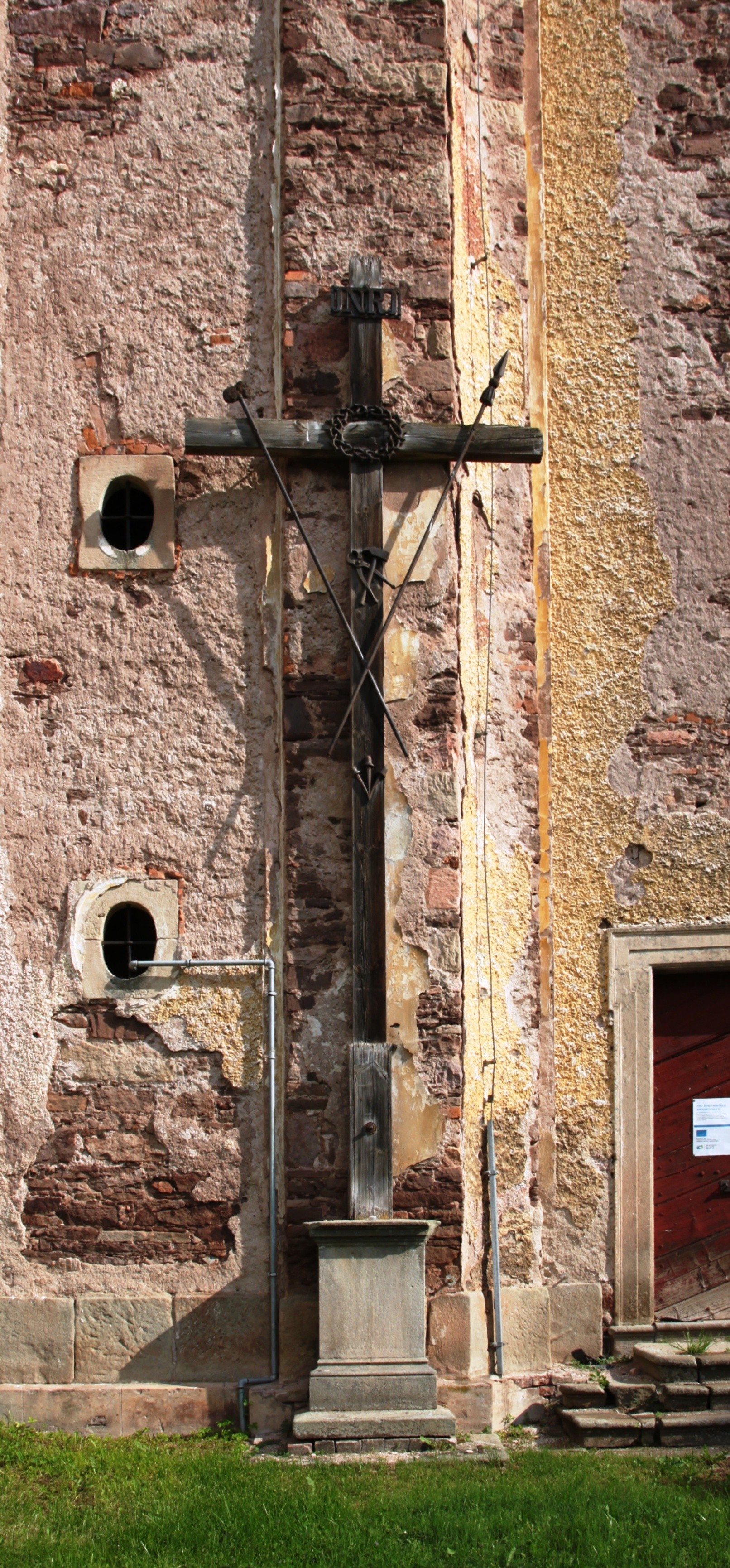
Kříž u zdi kostela
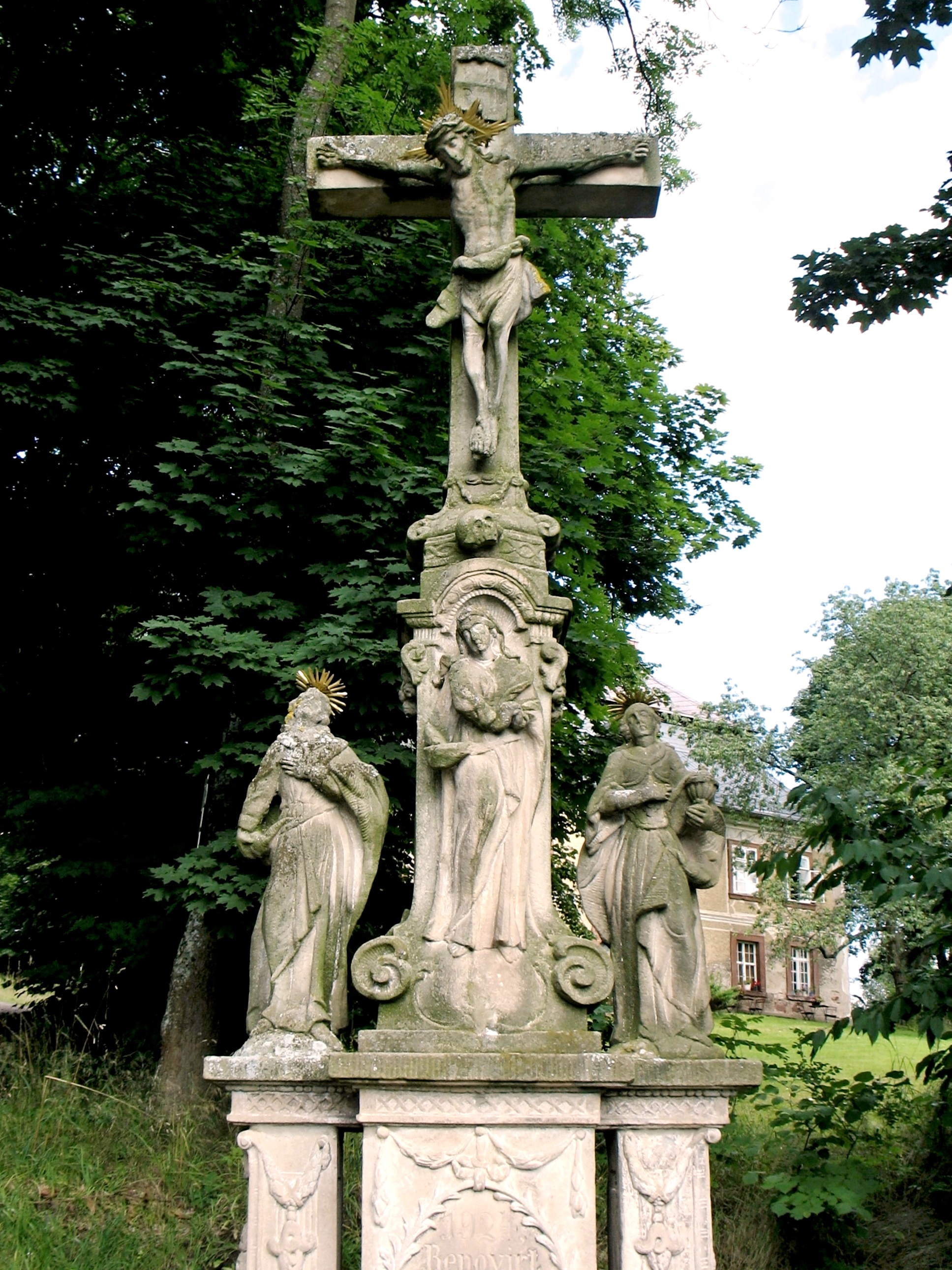
Sousoší Kalvárie, v pozadí barokní fara
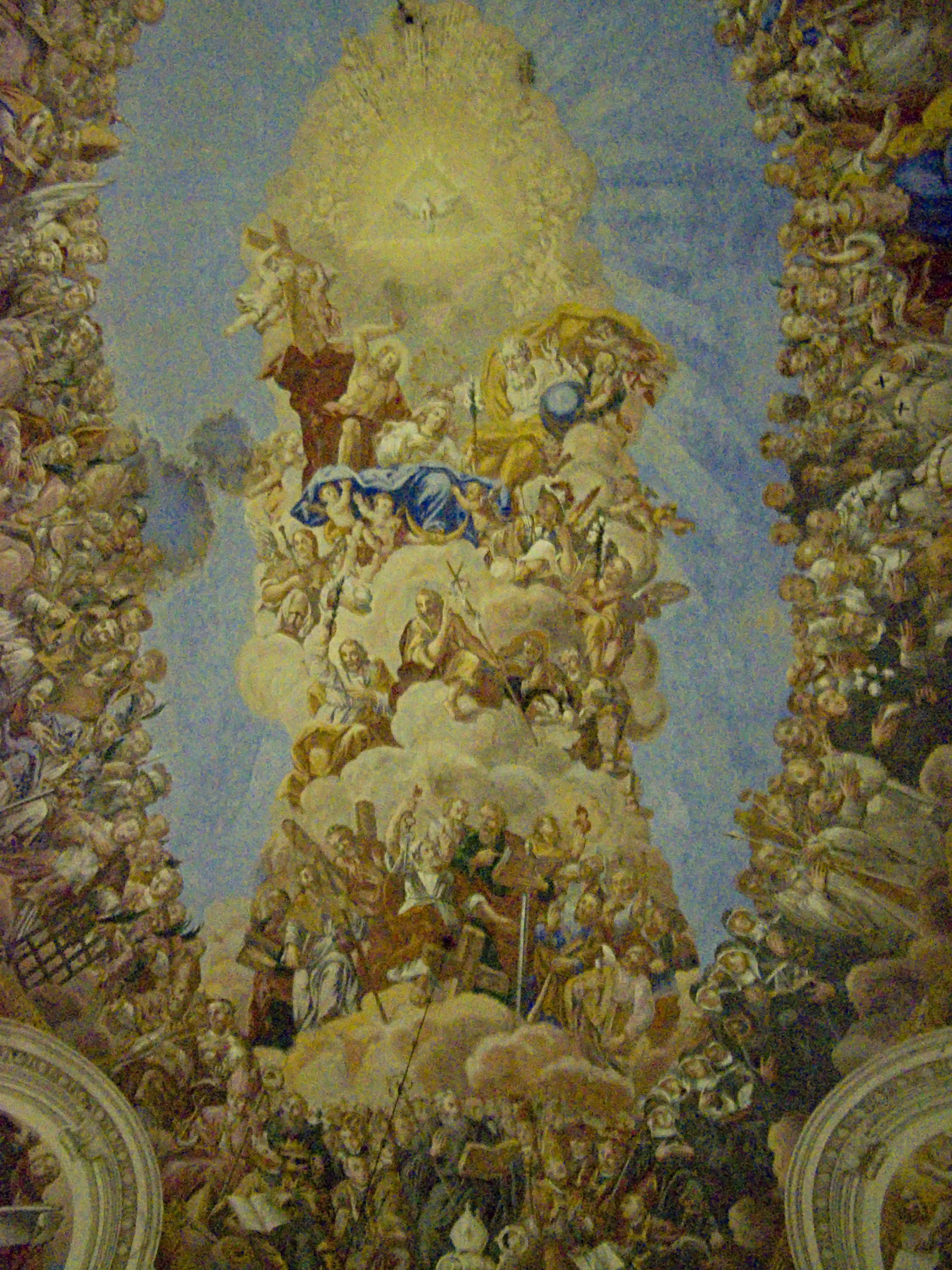
Nástropní freska
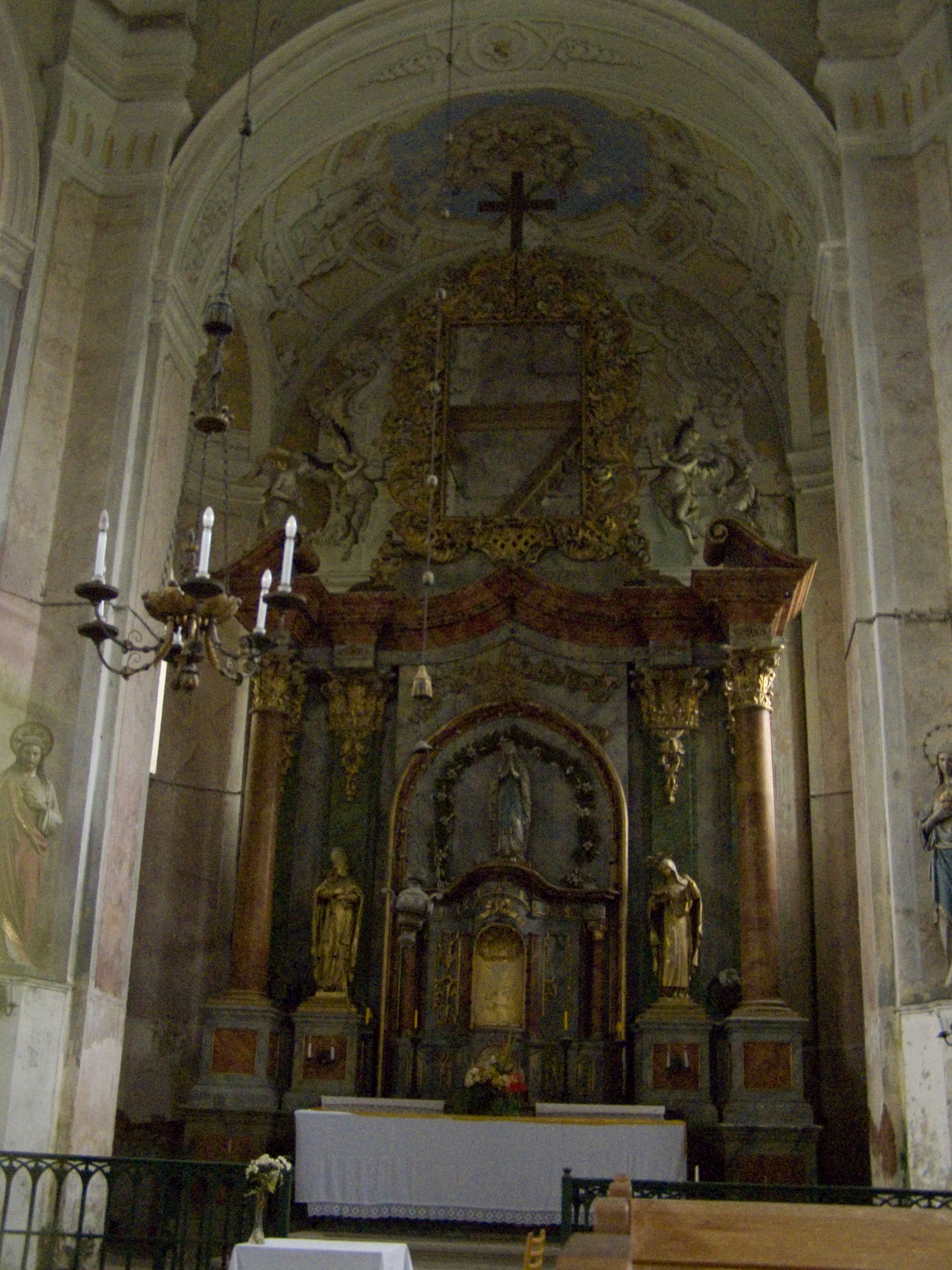
Oltář
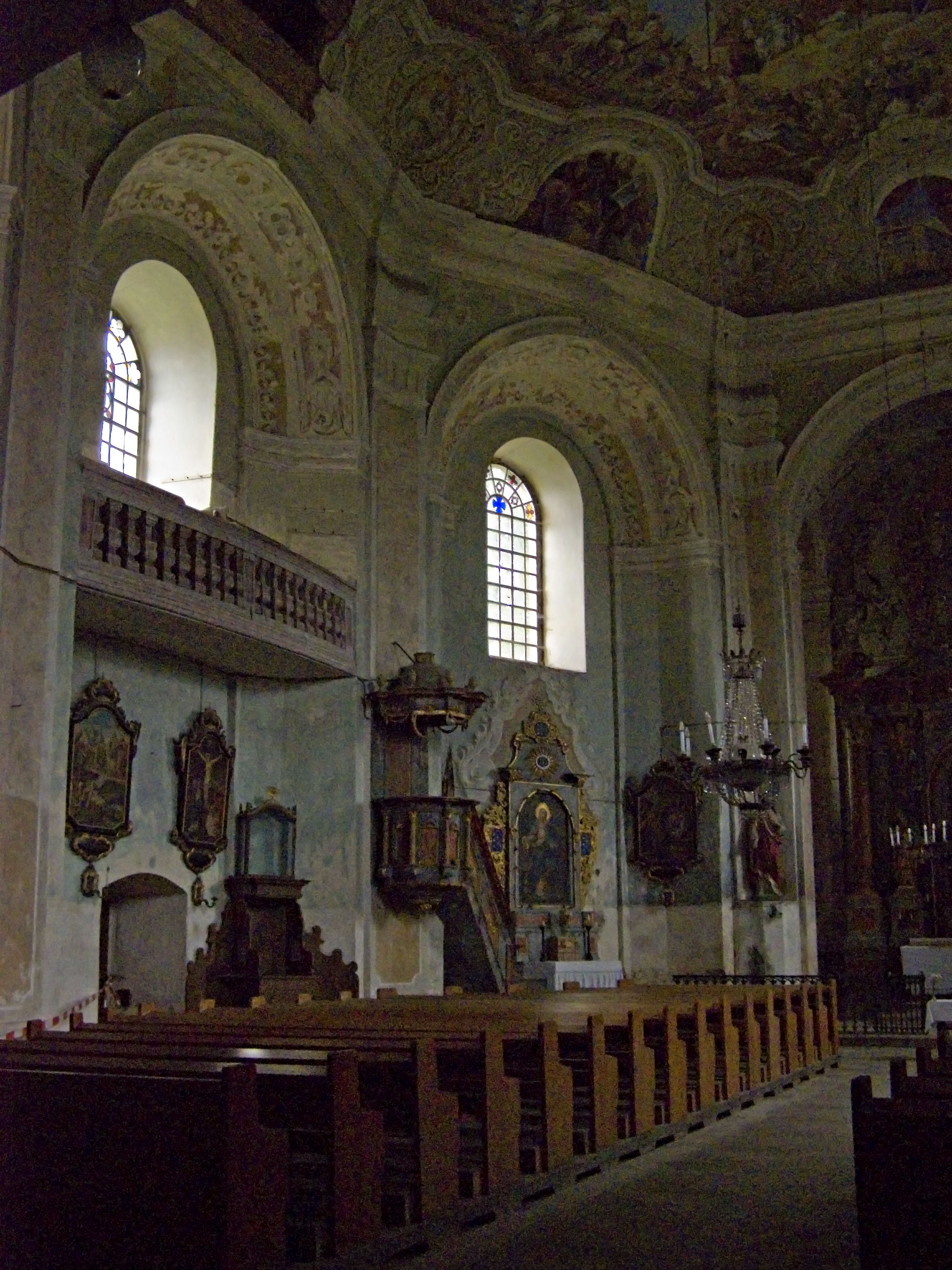
Interiér
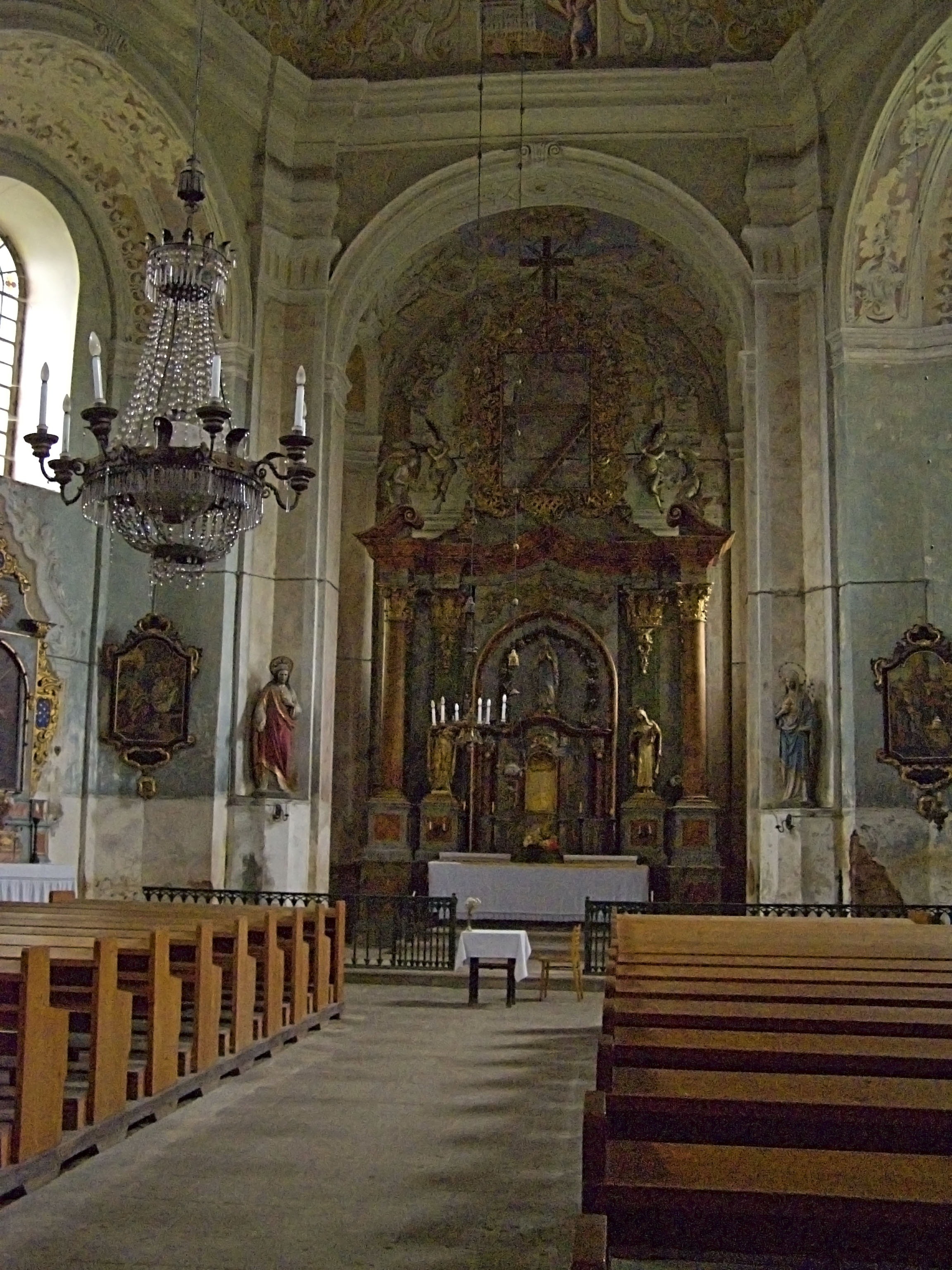
Hlavní oltář
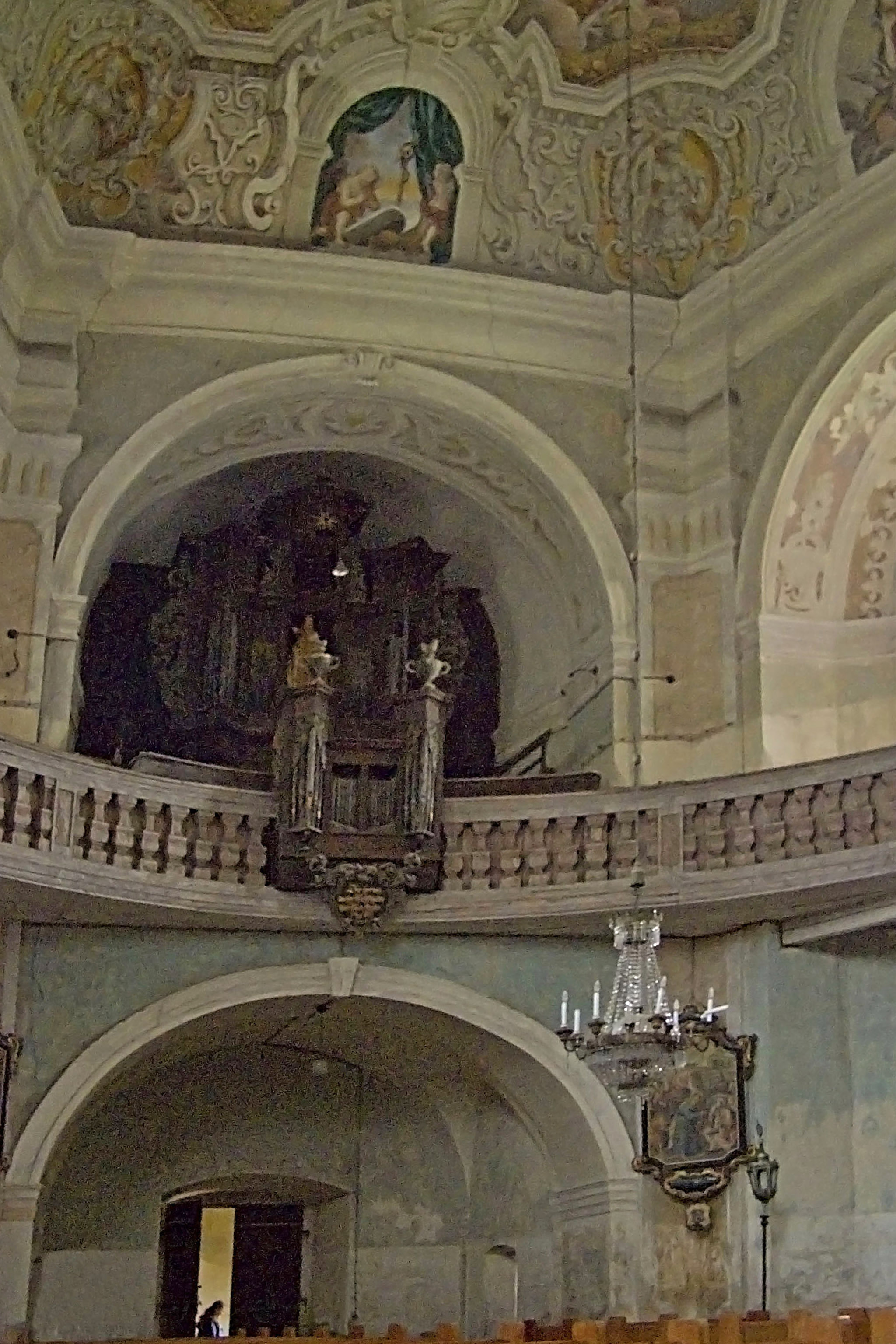
Chór
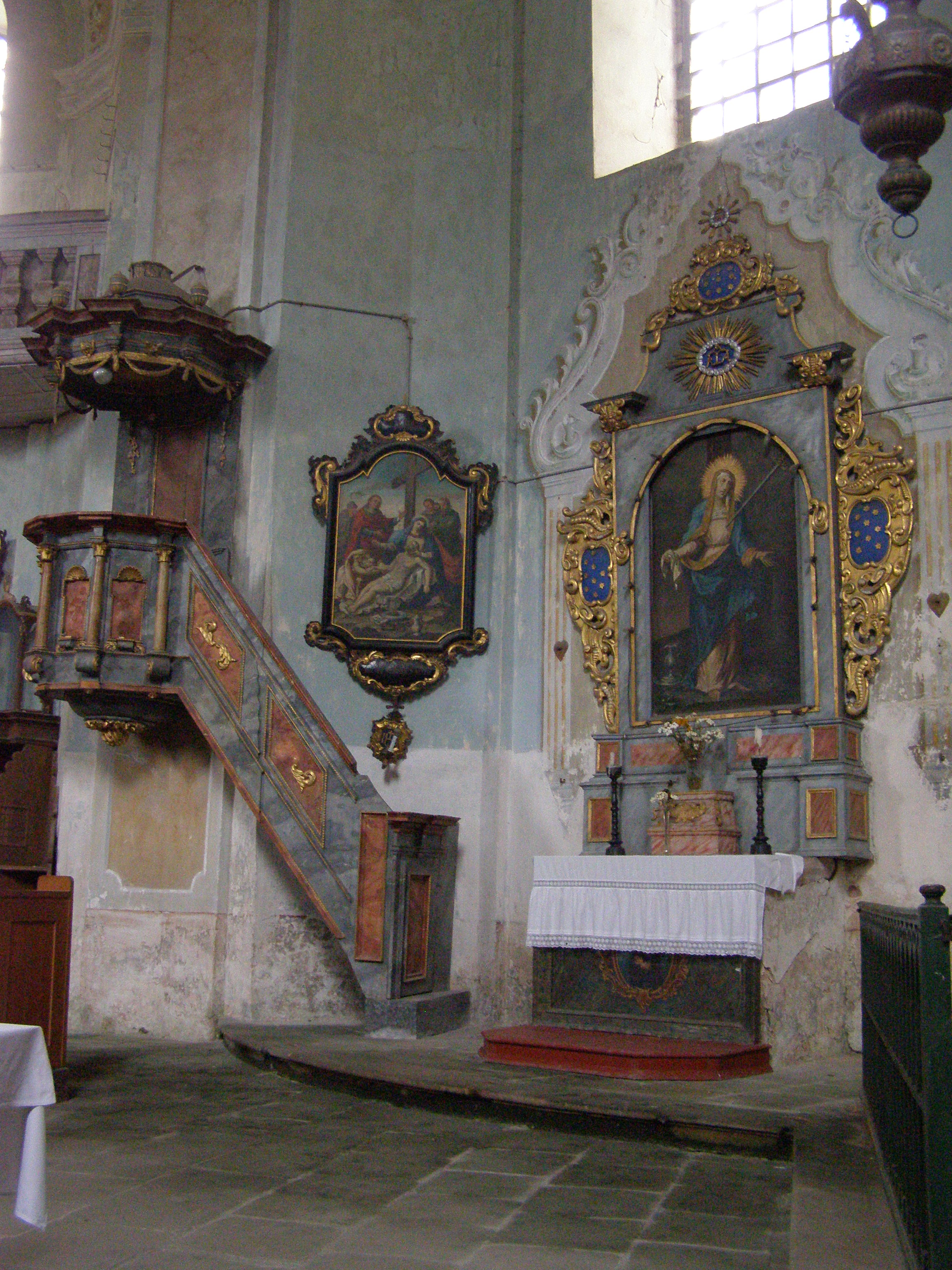
Kazatelna
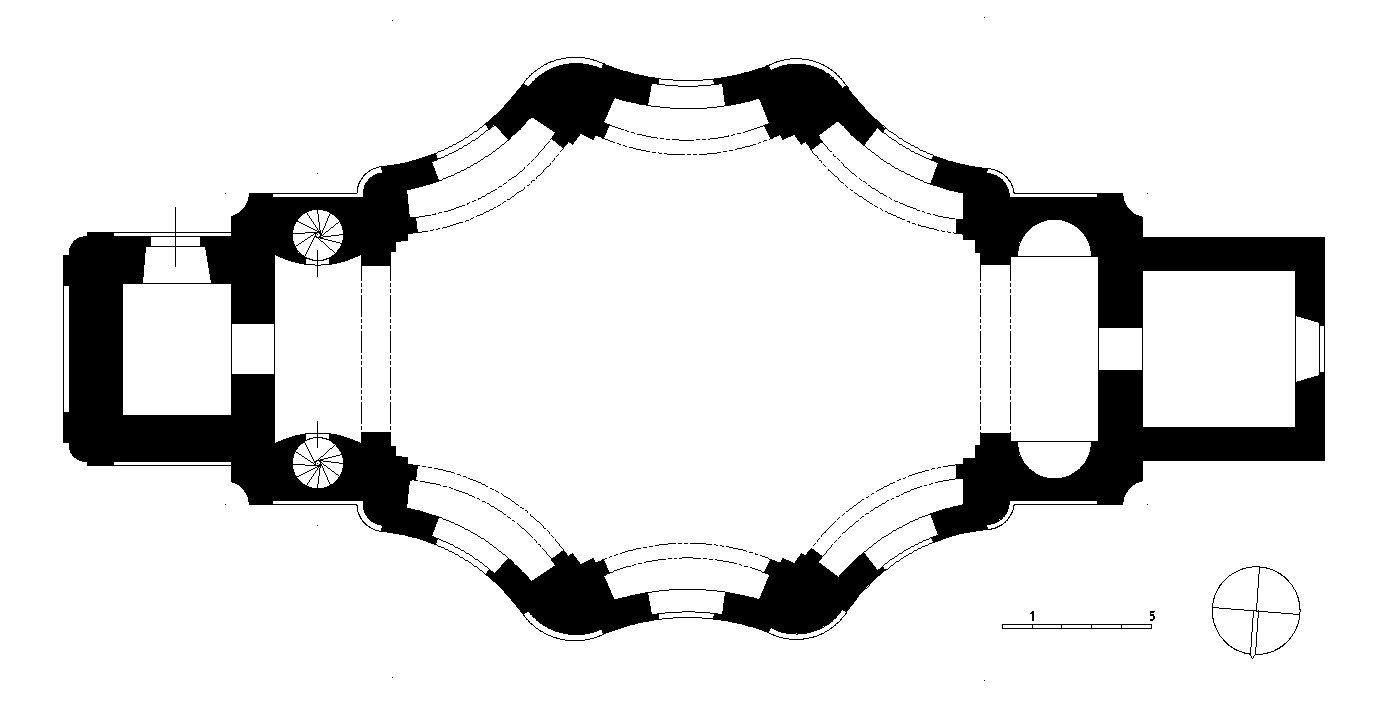
Půdorys